# Кипърска лира
Вижте пояснителната страница за други значения на лира.
Кипърската лира (на гръцки: Λίρα Κύπρου, на турски: Kıbrıs lirası) е националната валута на Кипър, включително и на базите Акротири и Декелия от 1879 до 2007 г., когато Кипър приема еврото. ISO кодът на валутата е CYP.
До 1955 г. 1 лира се равнява на 20 шилинга, който се дели на 180 пиастри. От август 1955 г. 1 лира се равнява на 1000 мили, а от 3 октомври 1983 г. 1 лира се равнява на 100 цента. От 1974 г. лирата се използва само в южната част на острова, в северната е заменена от турската лира. В обращение са били монети от 1, 2, 5, 10, 20 и 50 цента и банкноти от 1, 5, 10 и 20 лири.
Лирата е заменена с еврото на 1 януари 2008 г. По същото време лирата е фиксирана на 0,585274 кипърски лири за 1 евро. След банковата криза в Кипър през 2013 г. кипърците започват да се застъпват за връщане на лирата. Тази позиция беше изразена от Кипърския архиепископ.

## Монети
Монетите на кипърските лири са сечени от управлението на кралица Виктория (1879 – 1901 г.). До 1955 г. 1 кипърска лира се дели на 20 шилинга, като всеки шилинг се дели на 9 пиастри. През 1955 г. кипърската лира е разделена на 1000 мили. Монетите на крал Джордж VI са иззети и заменени с монетите на кралица Елизабет II, номинирани в мили. Издадени са монети от следните купюри: 3 мили (1955), 5 мили (1955, 1956), 25 мили (1955), 50 мили (1955), 100 мили (1955, 1957). Тъй като монетата от 50 мили е била 1/20 от лирата, в ежедневието тя се е наричала „шилинг“. От своя страна монета от 100 мили се е наричала 2 шилинга. Сред колекционерите най-ценните монети са на 5 и 100 мили от емисията от 1956 г.
През 1963 г. Кралският монетен двор в Лондон стартира производството на първата серия монети на Република Кипър с номинални стойности 1, 5, 25, 50 и 100 мили. От 1970 г. те започват да секат монета с номинална стойност 500 мили, първият брой на която е посветен на ФАО и 25-годишнината на ООН.
През 1976 г. е издадена монета от 1 лира, първата емисия на която е посветена на паметта на бежанците от турското нашествие от 1974 г. През 1977 г. златна монета от 50 лири е сечена в Кралския монетен двор в Лантрисант, Уелс, посветена на първия президент на Кипър – архиепископ Макариос III. През 1981 – 1982 г. е издадена монета от 5 мили с думата „Кипър“ на три езика – гръцки („KYПРОΣ“), английски („CYPRUS“) и турски („KIBRIS“).